# Mieczysław Wolski
Tytus Mieczysław Saryusz Wolski herbu Jelita (ur. 1 stycznia 1844 we wsi Niska Jabłonica w powiecie przysuskim w dawnym Królestwie Polskim, zm. 13 marca 1904 w Lublinie), powstaniec styczniowy, zesłaniec, polski przemysłowiec, filantrop.

## Młodość
Rodzicami byli Fortunat Saryusz Wolski herbu Jelita (1801–1848), dzierżawca rządowej wsi Jabłonica, porucznik Wojsk Polskich, Kawaler Złotego Krzyża Virtuti Militari za udział w bitwie o Olszynkę Grochowską oraz Izabella z domu Kaniewska herbu Nałęcz (1807–1856). Po śmierci męża wdowa z synem Mieczysławem i czterema córkami przeprowadziła się do Warszawy.
W 1856 do Warszawy przyjechał car Aleksander II. Duża część społeczeństwa liczyła na liberalizację władzy rosyjskiej w Królestwie Polskim. Cara powitały entuzjastycznie nastawione tłumy. Ulice były odświętnie oświetlone. Wychowany w duchu patriotycznym dwunastoletni Mieczysław z grupą równolatków starał się zniechęcić warszawian do udziału w hołdzie dla cara. Potajemnie niszczyli płaszcze uczestników wiernopoddańczych manifestacji i wybijali szyby w oświetlonych odświętnie oknach. W 1860 ukończył szkołę realną. W następnych latach pracował dorywczo w różnych zakładach metalowych, między innymi u braci Evansôw.

## Powstanie styczniowe
W nocy 14–15 stycznia 1863 miała się odbyć branka, przymusowy pobór młodzieży warszawskiej do armii rosyjskiej, który miał zapobiec wybuchowi powstania narodowego. Aby uniknąć branki, setki młodych Polaków opuściły miasto. Wśród nich był Mieczysław Wolski wraz z kuzynami Franciszkiem i Edmundem. Uzbrojenie przemyciła im starsza siostra Mieczysława, Wanda Umińska. Po zatrzymaniu pociągu przejechali w Lasy Radziwiłłowskie. Wstąpili do oddziału Józefa Łakińskiego. Przebyli szlak bojowy oddziału od Opoczna do Gostynina. Tam Mieczysław Wolski dostał się do niewoli. Pobity przez Kozaków, był trzymany na odwachu w Kutnie. Następnie był więziony w Cytadeli Warszawskiej. Wyrokiem sądu został skazany na pozbawienie praw stanu szlacheckiego i karne wcielenie do wojska. Został wysłany do batalionu w korpusie orenburskim w Orsku na Uralu. Dzięki staraniom siostry Wandy i życzliwości generała Pawła Korffa, dowódcy wojsk rosyjskich okręgu warszawskiego, Mieczysław Wolski powrócił po dziewięciu miesiącach.

## Wykształcenie i praktyka zawodowa
Mieczysław Wolski miał zakaz kontynuowania nauki w szkołach warszawskich. Siostra Wanda zwiozła go do Białogonu pod Kielcami, gdzie znajdował się Zakład Rządowy Górniczy. Fabryka, której tradycja sięgała założonej w 1817 z inicjatywy Stanisława Staszica huty „Aleksandra”, produkowała maszyny i narzędzia rolnicze, kotły i maszyny parowe, urządzenia dla cukrowni i gorzelni. Pobyt w Białogonie dał Mieczysławowi Wolskiemu możliwość zdobycia wykształcenia. Nauka młodzieży w rządowych zakładach górniczych było planową akcją zorganizowaną przez właściciela zakładów, Bank Polski. Było to podyktowane zapotrzebowaniem na polskich fachowców dla rozwijającego się przemysłu oraz ograniczeniem innych form edukacji przez władze rosyjskie po wybuchu i upadku Powstanie Styczniowego. Zakład w Białogonie był wzorowo zarządzany. Posiadał kompetentną kadrę inżynierską, produkował maszyny do rozmaitych zastosowań. Ważne dla edukacji były dwa laboratoria chemiczno-technologiczne, bogata kolekcja minerałów oraz biblioteka dzieł i czasopism fachowych.
Po paru latach władze Instytutu Gospodarstwa Wiejskiego i Leśnictwa w Puławach zaproponowały Mieczysławowi Wolskiemu stanowiska nauczyciela mechaniki. Stało się to możliwe dopiero po zdjęciu dozoru policyjnego z byłego skazańca. Po pewnym czasie objął w Instytucie stanowiska asystenta maszynoznawstwa.

## „M. Wolski i S-ka” Fabryka Maszyn Rolniczych i Odlewnia Żelaza w Lublinie

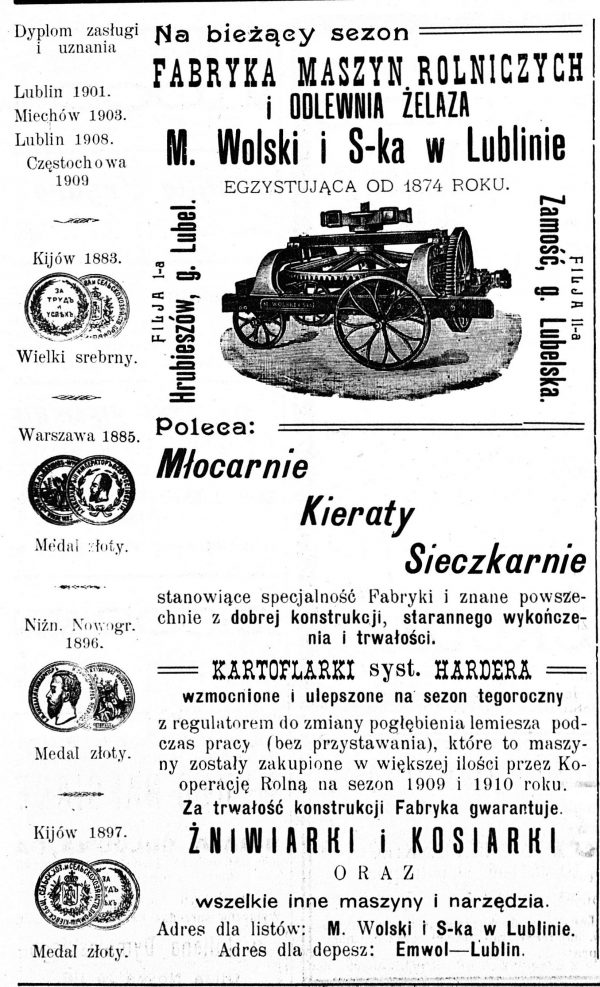
Reklama fabryki „M. Wolski i S-ka”

W 1875 Mieczysław Wolski i Mieczysław Łabęcki założyli spółkę „M. Wolski i S-ka” Fabryka Maszyn Rolniczych i Odlewnia Żelaza w Lublinie. Mieczysław Wolski wniósł do spółki swoją wiedzę i doświadczenie, Mieczysław Łabędzki, zamożny ziemianin z sandomierskiego, zapewnił kapitał niezbędny do rozpoczęcia działalności. Poza rozwijającą się fabryką w Lublinie w 1876 powstały filie w Zamościu i Hrubieszowie. Z fabryką, od początku jej powstania współpracował m.in. Roman Cichowski (1818–1889), właściciel fabryki urządzeń rolniczych w Linowie, wynalazca brony klawiszowej produkowanej w fabryce „M. Wolski i S-ka”. W 1901 fabryka zatrudniała już 224 robotników, a roczna wartość produkowanych przez nią maszyn i narzędzi rolniczych osiągnęła kwotę 165 460 rubli. Fabryka Wolskiego specjalizowała się w produkcji kieratów, młocarni, sieczkarni, koparek do ziemniaków, żniwiarek i kosiarek. Znaczną część produkcji (ok. 60%) zakład sprzedawał do środkowych i południowych guberni Rosji, nawet na Kaukaz i Syberię.

## Społecznik i filantrop
Mieczysław Wolsk prowadził aktywną działalność społeczną:
- był jednym z organizatorów Lubelskiego Towarzystwa Pożyczkowo-Oszczędnościowego oraz Kasy Pożyczkowej Przemysłowców Lubelskich[11],
- w 1894–1897 pełnił funkcję prezesa Kasy Przemysłowców Lubelskich,
- należał do Zgromadzenia Kupców miasta Lublina,
- od października 1901 do śmierci był przewodniczącym Rady Opiekuńczej Siedmioletniej Szkoły Handlowej w Lublinie,
- był członkiem Komitetu Dyskontowego w Lubelskim Oddziale Banku Państwowego Rosji(inne języki),
- był także członkiem komitetu organizacyjnego lubelskiej wystawy przemysłowo-rolniczej w 1901 roku[12].

Popierał czynnie wszystkie inicjatywy związane z rozwojem miasta. Przez 30 lat wspierał finansowo ludzi i instytucje, działał tam, gdzie istniała potrzeba pomocy i czynu.
Zmarł w Lublinie. Jest tam pochowany na cmentarzu rzymsko-katolickim przy ulicy Lipowej (Sektor 18c).

## Rodzina
Żoną Mieczysława Wolskiego była Stanisława z d. Bierzyńska (1868–1939). Mieli córkę Marię (1901–1985) , żonę prof. Cezarego Berezowskiego.
Siostry Jadwiga (1840–1905) i Wanda Umińska (1841–1926) były kurierkami Rządu Narodowego w czasie Powstania Styczniowego. Kuzyn Franciszek Wolski zginął w bitwie pod Gościeradowem. Kuzyn Edmund Wolski został wzięty do niewoli i zesłany na Sybir.